# Hypopteridia
Hypopteridia is een geslacht van vlinders van de familie uilen (Noctuidae), uit de onderfamilie Hadeninae.

## Soorten
- H. albipuncta Warren, 1913
- H. amplia Calora, 1966
- H. reversa Moore, 1884